# Apamea glenura
Apamea glenura — вид метеликів родини Совки (Noctuidae). Вид поширений у Європі.